# Łuh (rejon stryjski)
Łuh (ukr. Луг) – wieś na Ukrainie, w obwodzie lwowskim, w rejonie stryjskim, nad Stryjem. W 2001 roku liczyła 313 mieszkańców.
Pod koniec XIX w. Łęgi Lisiatyckie w południowej część wsi Lisiatycze w powiecie stryjskim, młyn na obszarze dworskim Uhersko i część wsi Chodowice.  Miejscowość powstała z połączenia ukraińskich wsi Łuh Lisiatycki i Łuh Chodowicki.